# Sombory Imre

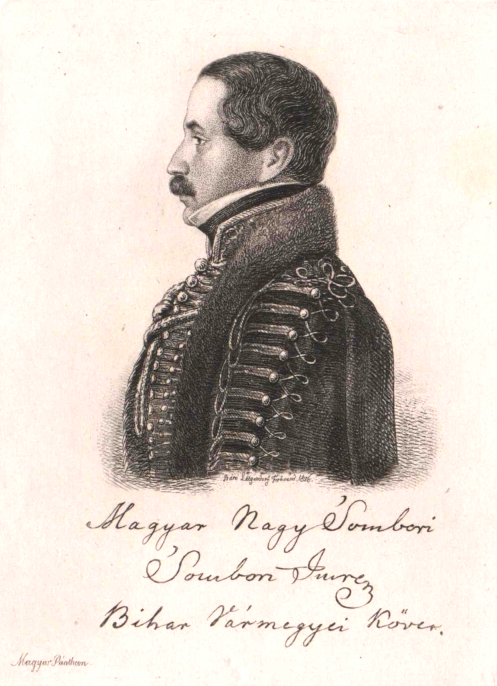
Sombory Imre portréja

Magyarnagysombori Sombory Imre (Magyarnagyzsombor, 1784. október 28. – Debrecen, 1871. március 19.) főispáni helytartó, országgyűlési követ, udvari tanácsos, megyei törvényszéki elnök.

## Élete
Sombory Farkas és Péchy Júlia fia. Felesége Péchy Karolina volt, egyben saját unokatestvére, illetve Kölcsey Ferenc gyermekkori játszópajtása és szerelme, akit 1810. november 7-én vett nőül királyi engedéllyel. Hivatalos pályáját Bihar megyében kezdte. 1826-ban másod-, majd első alispán lett, az 1825–27-ben és 1830-ben országgyűlésre követnek választották. Az 1825. országgyűlésen a leányok és férfiak neveltetéséről beszélt, a november 2-ai kerületi ülésen azt a javaslatot fogalmazta meg, hogy minden közép- és főiskolában a magyar legyen az oktatás nyelve. 1833-tól a királyi tábla elnöke, 1842-től a királyi kerületi tábla elnöke volt, később Szabolcs megyei főispáni helyettes és udvari tanácsos lett; ezt a méltóságot 1848-ig viselte.
Arcképe: rézmetszet a Gemeinnützige Blätter 1827. 26. sz. mellett.

## Munkája
- Mélts Magyar Nagy Sombori Sombory Imre, udvari tanácsos úr, mint a T. Tisztántuli kir. kerületi tábla elnöke 1842. évi jún. 15-én elnöki széke elfoglalásakor mondott beszédek. Debreczen. 1842. (Beszéde, Pozner Antal jegyző beszédével együtt).